# Василий Тропинин
Василий Андреевич Тропинин е руски художник портретист, майстор на романтични и реалистични портрети, академик по портретна живопис, създал над 3000 платна. Той се приема и за един от основоположниците на жанра „битова живопис“ в Русия.

## Ранни години
Роден е на 19 (30) март 1776 година в село Краповка, Новгородска губерния, в семейството на крепостния селянин Андрей Иванович Тропинин, принадлежащ на граф Антон Миних и работещ в имението му като управител. За вярна служба бащата получава от графа свободата си, но всички членове на семейството остават крепостни. По-късно са прехвърлени като зестра на графската дъщеря и преминават във владение на граф Ираклий Морков.
Като дете Василий посещава градското училище и Новгородската школа по живопис. След завръщането си вкъщи става момче за всичко в дома на графа. Способностите му да рисува се проявяват още в детството му, но графът не обръща внимание на това и през 1978 година го изпраща да изучава професията на сладкар в дома на братовчед си граф Завадски в Санкт Петербург.
През 1976 година почива Екатерина II и престола заема Павел I, който назначава за директор на Императорската художествена академия руския художник и архитект Василий Баженов. Той отваря вратите на академията за деца от всички обществени прослойки. Така на 9-годишна възраст, вечер, тайно от господаря си, Тропинин започва да посещава академията. След много молби граф Морков се съгласява Василий да взема безплатни уроци по рисуване в академията, в качеството си на „слушател“. Първо попада в „оригиналния“ клас, където учениците получават първоначални навици за изобразяване на различни предмети. Скоро след това преминава в „гипсовия“ клас. Там обучаващите се подготвят за по-сложното умение да рисуват гипсови отливки и антични статуи. Тропинин бързо овладява материала и преминава в следващия клас „от натура“, където обучението става все по-сложно и учениците рисуват позиращи модели.
След това Тропинин постъпва в студиото за портретна живопис на Степан Шчукин към същата академия. Там се задават теми за рисуване като „Завръщането на войника при семейството му“, „Руска селска сватба“, „Руски селски танц“, „Предсказания на карти“ и други от този тип, с които Шчукин се старае да научи студентите си да отразяват правдиво сцените от живота на народа. Тук Василий получава стилистичните и технически основи на живописта, които по-късно прилага в портретите си. В качеството си на крепостен Тропинин живее в дома на учителя си, като му помага, смесвайки бои и грундирайки платна, като същевременно наблюдава работата му. Вероятно това е една от причините, поради която в палитрата на двамата се забелязва сходство. Червеникаво-охрените, масленозелените и леките гълъбовосиви тонове на младия Василий напомнят за цветовите съотношения в автопортрета на Шчукин от 1785 година.
Тропинин скоро се сприятелява с едни от най-добрите ученици на академията по това време – Орест Кипренски и Александър Варнек. На академичната изложба през 1804 година картината му „Момче, тъгуващо за умрялата си птичка“ получава много добри отзиви и е забелязана от кралицата. Творбата напомня за произведенията на френския художник Жан-Батист Грьоз и скоро за младия художник се заговаря като за „руския Грьоз“. До края на живота си Тропинин се учи от картините на знаменития френски живописец и гравьор.
Василий се учи много добре в академията и два пъти е награждаван с медали за „отлични и превъзходни умения“ – сребърен и златен. Попада в центъра на артистичния живот в Петербург и поддържа връзки с художниците Алексей Егоров, Василий Шебуев, Антон Иванович Иванов и Григорий Угрюмов.

## Украйна
По стара традиция най-добрите випускници на академията са изпращани в чужбина, най-често в Италия, за да се запознаят с произведенията и шедьоврите на световноизвестните майстори. Съдбата на Тропинин обаче е съвсем друга. Шчукин съобщава на графа за постиженията на неговия крепостен и за да не го загуби, Морков спира посещенията му в академията и го изпраща в Украйна, в новото графско имение. Така през 1804 година обучението му внезапно е прекъснато и той заминава за село Кукавка. Тук Тропинин работи като сладкар, личен слуга на графа, лакей и дори архитект. Понякога, в свободното си време, рисува копия от картини на западноевропейски и руски художници. С редки прекъсвания, художникът живее тук в продължение на почти две десетилетия. Тропинин не е господар на съдбата си, живее където му наредят – понякога в Москва, но най-вече в украинското село.
Знанията, с които Тропинин напуска академията, се отличават от традиционното академично обучение. От ранните му рисунки се прави изводът, че не е изучавал анатомия, уроците му по рисуване от натура не са достатъчни и не е владеел добре перспективата и композицията на художествената творба. Дълги години са необходими на художника, за да преодолее тези недостатъци. Картините му от този период носят отпечатъка на сантиментализма, обусловен от влиянието на украинския художник Владимир Боровиковски и французина Жан-Батист Грьоз.
Василий приема със смирение превратностите на съдбата и несъответствието между таланта си и положението, което заема в обществото. Пребиваването си в Украйна възприема като продължение на обучението си и някакъв вид стаж. Сам той по-късно пише, че в Малорусия наваксва недостатъците в образованието си като рисува от натура и оценява тези работи като най-добрите, създадени от него дотогава.
Когато започва войната с Турция от 1806 година, на гости при графа идва Матвей Платов, казашки атаман, предводител на Донските полкове, който по-късно става герой от войната с Наполеон. Тропинин рисува неговия портрет, един от вариантите на който се пази в Бородинския военноисторическия музей, а предварителните ескизи – в Третяковската галерия. Художникът рисува портрети и на други военачалници – Сергей Волконски, генерал-майор, герой от Отечествената война, декабрист и един от ръководителите на „Южното общество“; генерал-майор Леонтий Неклюдов, сподвижник на Суворов, герой от щурма на турската крепост „Исмаил“. Известни са и портретите му на отличилите се в битки с французите генерали – Александър Урусов и Фьодор Тализин. Във Военната галерия на Зимния дворец се пазят портрети, рисувани от английския живописец Джордж Доу по оригиналите на Тропинин.
През 1807 година под ръководството на Тропинин се строи църквата в село Кукавка, където графът смята да се засели завинаги. Животът на художника се променя. Той отговаря за строежа и тъй като не може да го контролира от господарския дом, се премества да живее в близка селска хижа. Дотогава е контактувал само с хора от своето обкръжение, но постепенно започва да разбира живота, нуждите и обичаите на украинските селяни. Прави стенописите на църквата и рисува иконите за нея.
При освещаването на църквата Тропинин се венчава за свободната селянка Ана Катина. Двамата живеят в съгласие почти 50 години, само една година не достига на Ана да доживее до златната си сватба. Тропинин рисува няколко пъти жена си, като най-известен е портретът ѝ от 1809 година.
В Украйна рисува картини из селския бит като „Сватба в Кукавка“, поглед към селото с църквата и много портрети на украински селяни – „Портрет на Бобчак“, „Портрет на мъж в полски костюм“, „Украинска девойка от Подолие“ (1800-те). С течение на времето портретът става основен жанр в творчеството му. Немаловажна роля за това изиграва и местната традиция, според която, от първата половина на 17 век, портретите са преобладаваш жанр в живописта. На украинска земя Тропинин все по-често получава поръчки за портрети, а графът, поласкан от славата на „своя художник“, не му пречи. Даже той сам му поръчва да нарисува портрета му, а след него такива поръчки правят и негови роднини. Така постепенно Тропинин създава цяла галерия от рисунки на графската фамилия.
Интереса си към хората тук отразява и в картините си „Момче с жалейка“ (1810-те), „Украинец с пръчка“, „Предачка“ – двете от 1820-те години и други. Колоритът им е мек и приглушен, като преобладават сиви, охрести и зелени тонове. В акварелите и рисунките от 1810 – 1820 година се срещат изображения на жени в украински костюми, овчари, млади момчета, украински селяни, даже и гърбав цигулар. Едни от най-добрите му творби от онова време също са свързани с Украйна – „Жътварки“ и „При мировия съдия“. Към картината „Жътварки“ са запазени един ескиз и две подготвителни скици с молив. Дълги години в живописта му се забелязват следи от украинска тематика.

## Москва
През 1812 година семейството на граф Морков се завръща в Москва и заедно с него пристига и Тропинин. При пожара в Москва, запален от армията на Наполеон, е изгорял и домът на графа, заедно с много от ранните произведения на художника. Тропинин е натоварен да ръководи строителството на новата къща. Едновременно с това рисува портретите на членове на графското семейство, най-добър от които се получава този, изобразяващ братята Николай и Ираклий Моркови.
Едно от най-вдъхновените произведения на художника е портретът на Наталия Моркова. От лицето на младата графиня и неправилните ѝ черти струят прелест и чар. Той притежава живописна свежест и демонстрира духовната и художествена зрялост на майстора. Картината представлява шедьовър, заемащ специално място сред неговите портрети.
Доминиращото настроение в портрета „Момче със свирка. Портрет на Ираклий Морков“ е меланхоличният размисъл. Пейзажът на заден план, както често се среща в произведения от времето на Романтизма, изразява вътрешното състояние на героя. Характерни за Тропинин са спокойната гама от допълващи се цветове, с преобладаващи златисти тонове, мека, подвижна четка и прозрачна, блестяща текстура.
Особено привлекателни за художника са образите на деца. Изобразява ги с животни, птици, играчки, музикални инструменти и други. Предпочитанията му към детския портрет се дължат на сантиментално-просветителското направление във философията на 18 век. Детският ум е приеман като „чиста дъска“, на която може да се напише всичко, а многото пороци в обществото на възрастните се обясняват с лошо възпитание.
Много плодотворни за художника са годините между 1813 и 1818, време, в което Москва се съвзема от нашествието на Наполеон. В средата на 1810-те портрет му поръчва издателят Платон Бекетов, който има идея за серия портрети на известни руски дейци. След него портрет си поръчва най-известния по онова време московски поет Иван Дмитриев. Този тип ранни портрети, нарисувани на неутрален фон, влизат в традициите на руския камерен портрет от 18 век. Постепенно кръгът на желаещите портрет от Тропинин се разраства и той рисува серия портрети на герои от Отечествената война – на генералите Пьотър Багратион, И.И. Алексеев и други.
Москва скоро го признава за един от най-талантливите художници-портретисти. Особена слава му донася портретът на известния литератор и историк Николай Карамзин, който се счита за най-добрия портрет на човека, допринесъл много за националната култура. Живописният вариант се намира в Третяковската галерия, а местонахождението на гравюрата не е известно.
През 1818 година рисува портрета на сина си Арсений, който е изключително сполучлив, създаден е от зрелия вече художник и се счита за една от най-добрите му работи. Изпълнен е в златисто-кафяви тонове, а през слоя боя и глазура фино прозира розовата тоналност на грунта и основата.

## Свобода
Въпреки че става известен портретист и получава уважение и популярност в Москва, той все още си остава крепостен селянин. Този факт предизвиква удивление и възмущение в кръга на дворянската интелигенция и много от нейните представители искат от графа художникът да бъде освободен. За него сериозно се застъпват личности като генерал Александър Тучков, писателят Павел Свинин и живописецът Николай Майков. Особено настойчив е граф Шереметев, който скоро е освободил от крепостничество художника Николай Аргунов и Иван Батов, майстор на музикални инструменти, наричан „руския Страдивариус“. Въпреки това Тропинин получава свободата си чак през 1823 година, когато е на 47-годишна възраст.
Синът му Арсений обаче, си остава крепостен. Семейството на Тропинин след 5 години най-после се събира, едва след смъртта на граф Морков. Неговите наследници не смеят да продължат издевателството над известния в цяла Русия художник и освобождават сина му.

## Академична титла
С подкрепата на Шчукин и Свинин, които нееднократно са му помагали, през септември 1823 година, веднага след като става свободен човек, Тропинин представя свои работи пред Съвета на Петербургската художествена академия. Удостоен е с титла със значение „кандидат академик“ за картините си „Кружевница“ (плетачка на дантели), „Беден старец“ и „Портрет на гравьора Скотников“. „Кружевница“ (1823) остава една от най-добрите картини на Тропинин.
През 1824 година получава титлата академик на портретната живопис, по повод картината му „Портрет на медалиста Карл Леберехт“. Съветът на Художествената академия в Петербург му предлага да остане в града и да приеме длъжността професор, но Тропинин отказва. Фактът, че Тропинин избира Москва, изиграва сериозна роля в живота му. Изборът му е подпомогнат и от това, че в Москва живее граф Морков, при когото синът на Тропинин все още е крепостен. Освен това „Императорската художествена академия“ в Москва разпределя държавните поръчки, субсидиите и пенсиите, които играят важна роля за финансите на всеки художник.
През същата 1824 година Тропинин излага свои картини на академична изложба. Те са високо оценени от гледна точка на чисто професионалните си достойнства, но не получават поддръжка от Художествената академия, където все още преобладава тенденцията за изобразяване на хората от народа в духа на Класицизма с неговата пасторална идилия.
Тропинин успява да си извоюва славата на един от най-добрите портретисти и получава много частни поръчки. Това му дава възможност да бъде независим финансово, което, по онова време, малко художници в Русия могат да постигнат. Въпреки че живее и работи в Москва, той повече не взема участие в академичните изложби и като следствие от това остава почти незабелязан от критиката.

## 1825 – 1845
Вратите на жилището на Тропинин винаги са отворени за многобройните му приятели, голяма част от които стават обект на неговите портрети. Така създава цяла галерия от образи на талантливи свои съвременници – художника Карл Брюлов, скулптора от италиански произход Джовани (Иван) Витали, Александър Агин и Пьотър Боклевски, известни с графичните си илюстрации към произведения на Гогол. Близко приятелство свързва художника с много представители на творческа Москва, чиито портрети принадлежат на неговата четка – на известния книгоиздател Селивановски, професора по физика и философия Михаил Павлов, поетесата Евдокия Растопчина, на архитект Андрей Болотов, на публициста Юрий Самарин, оперния певец Булахов и много други.
В началото на 1827 година Тропинин получава поръчка от Пушкин за негов портрет, бъдещ подарък за приятеля му Сергей Соболевски, известен библиофил и библиограф. Този портрет става една от най-известните картини на художника, а съвременниците пишат за поразителното му сходство с образа на поета. Съдбата на произведението е странна. От него са направени няколко копия, а самият оригинал изчезва. Появява се отново след много години и е купен от директора на Московския архив на външните работи. Тропинин е поканен да поднови портрета, тъй като е силно повреден. Той обаче отказва и само го почиства, с обяснението, че не смее да докосне чертите на поета, тъй като е рисуван от натура и изпълнен от „млада ръка“. Портретът се пази в музея на поета в град Пушкин (Царское село).
Най-голям брой портрети Тропинин рисува в периода 1830 – 1840 година. За него се говорело, че е нарисувал буквално цяла Москва. Получава много поръчки от разнообразни хора – дворяни, търговци, актьори, писатели, художници. Сред тях могат да се отделят портретите на петербургския граждански губернатор Сергей Кушников (1828), на княз Сергей Голицин, наричан „последния московски велможа“ (след 1828), композитора Александър Алябиев (след 1840). Рисува портретите и на знаменити актьори от Малий театър – Михаил Шчепкин и Павел Мочалов, както и на големия трагик Василий Каратигин. В същото време получава поръчки от Обществото на любителите на селското стопанство, Обществото на любителите на конни надбягвания и други обществени организации.
През декември 1835 година в града пристига Карл Брюлов. Посещавайки студиото на Тропинин, по негови думи той остава поразен от „необикновената яснота на ума му, свежата памет за всичко, което се е случило, топлите чувства и живия поглед към изкуството.“ Тропинин също е във възторг от Брюлов, а тяхното запознанство оставя отпечатък върху творчеството и на двамата. Под негово влияние Тропинин рисува платна с по-големи размери и добавя всякакви аксесоари към парадния портрет.
Във втората половина на 1830-те години и началото на 1840-те Тропинин създава няколко групови портрета. Най-известни сред тях са „Портрет на Ф.С. Мосолов със служещи от конезавода“ и „Портрет на Дмитрий Воейников с дъщеря си и гувернантката мис Сорок“ (1842). През 1850-те сред картините му все по-често се появяват изображения на стари жени – „Старица, която си реже ноктите“ (1850), „Кърпене на дрехи“ (1852) и други. Повечето биографи на Тропинин считат, че за модел на тези картини е служила жената на художника Ана.
През 1843 година в Москва се открива Художествен клас, където на Тропинин е предложен преподавателски пост, но той не го приема, въпреки че взема дейно участие в създаването му. По-късно редовно го посещава и безплатно помага на възпитаниците му да овладеят професията на живописци. През същата година става и почетен член на Московското художествено общество.

## Характерни черти на творчеството
С течение на годините в творчеството на Тропинин се наблюдава развитие на живописните похвати и стила на рисуване – в колорита на произведенията се получава по-голяма наситеност, а формата става по-обемна. Усиливат се жанровите мотиви, характерни за цялото изкуство на художника. С времето се появяват реалистични тенденции, проявени най-ясно в края на творческия му път.
Тропинин рисува много картини, на които са изобразени млади жени, занимаващи се с ръкоделие – предачка, бродирачка, бродирачка със златни конци и други. Лицата им си приличат и ясно се забелязват чертите на женския идеал на художника – нежен овал, тъмни бадемови очи, приветлива усмивка. Този тип картини принадлежат към така наречените „жанрови портрети“, където индивидуалният образ обобщава типичното в професионалната и съсловна характеристика.
Сред мъжките образи по онова време особено е харесван типа на китариста. Връх в поредицата му портрети от този вид бележи „Китарист с риза. Портрет на Морков“ от първата половина на 1820-те години. Тропинин създава и много образи на руски селяни – „Стар селянин“ (1825), „Кочияш, опрян на камшика си“ (1820-те), „Селянин, дялкащ острие“ (1834), „Странник“ (1847) и други.
В този период руската народна носия е много модерна и на тържествени мероприятия с присъствието на царското семейство, жените са длъжни да се явяват в такива костюми. При двора на Николай I се устройват балове в руски стил. Тропинин рисува поредица от портрети на хора, облечени в такива носии – на Екатерина Корзинкина, Елизавета Мазурина и други.
Многобройни рисунки на Тропинин, отнасящи се до различни периоди от неговия живот го утвърждават и като майстор на битовата живопис. Те са посветени на ежедневието на обикновените руски хора и показват сцени от техния живот. Определението „основоположник на битовия жанр“ в руската живопис е много подходящо за Тропинин. Както Алексей Венецианов, така и Тропинин рисуват свои съвременници, за които се е считало, че са „недостойни“ за четката на един истински художник. Например в портрета „Старица с кокошка“ от 1856 година всичко говори за нелекия живот на жената – изборът на модел, разработката на детайлите и самата композиция. Картината се намира в Руския музей в Петербург. Друг портрет от този вид е „Старият войник“ от 1843 година, който говори за тежкия войнишки живот с дисциплината на палката, далечните походи и жестоки сражения. Въпреки това войникът изглежда горд, че е изпълнил дълга си пред народа, получил е Георгиевски кръст и няколко медала от войната.

## Последни години
През септември 1855 година умира жена му Ана и художникът преживява много тежко смъртта ѝ. Тропинин напуска жилището си и си купува малка къща в Замоскворечие, която не е запазена до наши дни. Умира в нея на 3 (15) май 1857 година, на 82-годишна възраст. Огромна тълпа от приятели и ценители на изкуството му го придружава до Ваганковското гробище, където е погребан.
През 1969 година на жилището му в Москва, на улица „Волонка“ №9, където под наем прекарва 32 години от своя живот, е поставена мемориална плоча. През 1971 година, недалеко от къщата, където преживява последните си години е открит „Музей на Тропинин“, в който освен негови, са събрани и платна на московски художници от онова време.

## Галерия
- left
- Братята Николай и Ираклий Моркови
- Генерал Тализин (1815)
- Николай Карамзин (1818)
- Художникът Николай Майков (1821)
- Китарист (1823)
- Автопортрет (1824)
- Сестрата на художника (1825)
- Генерал Леонтий Неклюдов (1825)
- Бродирачка със златни конци (1826)
- Княз Сергей Голицин (след 1828)
- Селянин, дялкащ острие (1834)
- Художникът Карл Брюлов (1836)
- Екатерина Корзинкина в руски костюм (1838)
- Скулпторът Джовани (Иван) Витали (1839)
- Воейников с дъщеря си и гувернантката мис Сорок (1842)
- Актьорът Василий Каратигин (1842)
- Старият войник (1843)
- Старица, която си реже ноктите (1850)